# The Buckaroos (USA)
The Buckaroos waren eine US-amerikanische Countryband, die vor allem über das Radio bekannt wurden.

## Karriere
Die Gruppe bestand aus Paul "Slim" Hayes (Gesang), Jack Lester (Gitarre), Red Scobee (Bass, Banjo, Mandoline), Charley Adams (Steel Guitar) und Joe Zanotti (Akkordeon). Sie hatten eine erfolgreiche Radioshow auf dem Sender WHO in Des Moines, Iowa in der Zeit von 1940 bis 1950. Später hatten sie auch eine Fernsehsendung auf WHO-TV. Slim Hayes hatte eine Fernsehsendung, die sich The Lucky 13 Ranch nannte.